# Bankcard-Servicenetz

Logo des Bankcard-Servicenetzes

Das Bankcard-Servicenetz (Eigenschreibweise BankCard ServiceNetz, kurz BSN) ist ein Zusammenschluss von größtenteils Genossenschaftsbanken, der es den Kunden ermöglicht, mit ihrer Debitkarte bei allen  Geldautomaten der Mitgliedsbanken in der Regel kostenlos Bargeld abzuheben. Der entsprechende Zusammenschluss zur banküberschreitenden Nutzung der Kontoauszugsdrucker heißt Bankcard-Kontoinfo.
Das Bankcard-Servicenetz umfasst rund 14.700 Geldautomaten und ist damit das zweitgrößte Netz, direkt hinter dem der Sparkassen mit über 21.000 Automaten.
Ihm gehören bis auf die Sylter Bank alle deutschen Genossenschaftsbanken sowie Aktivbank, Bank für Sozialwirtschaft, Edekabank, Gladbacher Bank, MKB Mittelstandskreditbank und die mehrheitlich der VR-Bank Westmünsterland gehörende Münsterländische Bank Thie an.
Weitere Systeme zur Geldautomatennutzung sind Cashpool und die Cash Group als Zusammenschluss privater Banken sowie das Netz der Sparkassen.

## Verrechnung zwischen den Banken
Die am Bankcard-Servicenetz teilnehmenden Banken berechnen sich gegenseitig für Bargeldverfügungen von Kunden eines jeweils anderen Teilnehmers einen reduzierten Gebührensatz von max. 2,05 Euro, meist jedoch 1,02 Euro. Die kartenausgebende Bank trägt bis zu 1,02 Euro dieser Gebühr, so dass die Verfügung für den Kunden meist kostenfrei ist. Dieses Verfahren soll gewährleisten, dass jede teilnehmende Bank auch einen wirtschaftlichen Nutzen aus Aufstellung und Betrieb von Geldautomaten ziehen kann und keine Bank allein auf die Aktivitäten anderer Banken im Verbund baut.
Problematik für Banken mit verstreuter Kundschaft
Aus der Verrechnungsmethode ergibt sich für kleinere Banken und solche, die traditionell eine verstreute Kundschaft ansprechen, das Problem, dass sie mit den eigenen Geldautomaten nicht die Gebühreneinnahmen erzielen können, die eigene Kunden an Geldautomaten von Fremdbanken verursachen: So befinden sich zum Beispiel Kirchenbanken oft nur an Verwaltungsstandorten der jeweiligen Kirche, die Pax-Bank zum Beispiel an den Bischofssitzen Aachen, Köln und Erfurt, während die Kundschaft großflächig verteilt ist. In diesem Fall ergibt sich für die Bank das Problem, dass ihre Kunden gar keine praktikable Möglichkeit haben, eigene Automaten zu nutzen und auch nur vereinzelt Verfügungen von Fremdkunden getätigt werden. Das gilt analog für kleine Volks- und Raiffeisenbanken, deren Geschäftsgebiet in Trabantenstädten liegt und deren Kunden viele Bargeldverfügungen in größeren Nachbarstädten tätigen. Allerdings ist der Ausstieg aus dem Bankcard-Servicenetz für die betroffene Bank auch mit dem Verlust eines für viele Kunden relevanten Merkmals – leichte und günstige Verfügbarkeit von Bargeld – verbunden.

## Doppelmitglieder Cashpool & Bankcard-Servicenetz
Folgende Cashpool-Banken sind auch Mitglied im Bankcard-Servicenetz. Beschränkungen für deren Kunden bei der Nutzung von Automaten des Bankcard-Servicenetzes werden mit aufgeführt, sofern bekannt:
- Bank für Sozialwirtschaft
  - Bankcard-Servicenetz-Automaten und Cashpool-Automaten kostenfrei nutzbar.[8]
- BBBank
  - Bankcard-Servicenetz-Automaten nicht gänzlich kostenfrei nutzbar, es fällt die vergünstigte Gebühr an. Nur im Kontomodell BBBank Junges Konto wird die Gebühr übernommen. Für kostenlose Bargeldverfügungen wird an Cashpool-Automaten verwiesen.[9]
- Pax-Bank
- Sparda-Banken
  - Bankcard-Servicenetz-Automaten nicht gänzlich kostenfrei nutzbar, es fällt die vergünstigte Gebühr an. Für kostenlose Bargeldverfügungen wird an Cashpool-Automaten verwiesen.

## Ehemalige Doppelmitglieder Cashpool & Bankcard-Servicenetz
- PSD Banken
  - Alle PSD Banken bieten ihren Kunden mindestens vier kostenlose Bargeldverfügungen an Bankcard-Geldautomaten pro Monat, bzw. eine entsprechende Anzahl je Quartal, an. Einzige Ausnahme ist die PSD Bank Hannover, die keine Girokonten anbietet. Etwa die Hälfte der PSD Banken bietet fünf oder sogar eine unbegrenzte Anzahl von Bargeldverfügungen an Bankcard-Geldautomaten an. Ist die Anzahl an Freiposten erschöpft, fallen danach die Eigenkosten der Bank in Höhe von 1,02 Euro je Verfügung an.